# Karl F. H. Stadtländer
 Karl F. H. Stadtländer  (* 4. Dezember 1844 in Neustadt am Rübenberge; † 3. November 1916 in Bremen) war ein deutscher Jurist und Politiker, der als Senator und Bürgermeister der Stadt Bremen wirkte.

## Biografie

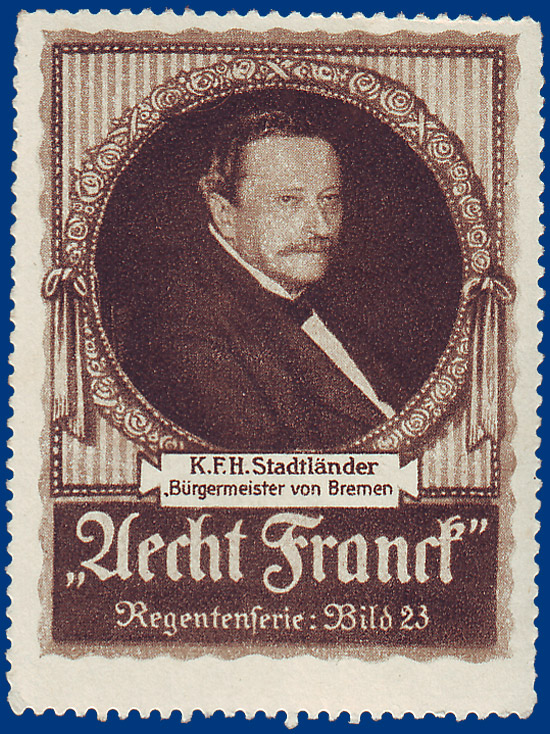
Karl Stadtländer

Stadtländer war der Sohn eines Stadtvogts und Amtssekretärs. Er besuchte das Gymnasium in Lingen. Nach dem Abitur studierte er von 1863 bis 1867 Rechtswissenschaften an der Georg-August-Universität Göttingen. Während seines Studiums wurde er 1863 Mitglied der Schwarzburgbund-Verbindung Burschenschaft Germania Göttingen. Er wurde zum Dr. jur. promoviert. 
Er wirkte an verschiedenen Gerichten in verschiedenen Orten. 1873 wurde er Staatsanwalt in Bremen und 1876 Leiter der Bremer Staatsanwaltschaft. Seit 1877 gehörte er dem Richterkollegium an.
Stadtländer wurde Mitglied in der 1867 gegründeten Nationalliberalen Partei. Er war als konservativer Politiker seit 1877 als Vertreter der 1. Klasse Mitglied der Bremischen Bürgerschaft und dadurch Mitglied in mehreren Deputationen. Beteiligt war er 1877 bei der Gründung der Bremer Lagerhaus-Gesellschaft.
Am 25. Februar 1890 wurde er zum Senator in Bremen gewählt. Er war in rund 150 Deputationen, Kommissionen, Behörden, Anstalten und Stiftungen als Mitglied oder Vorsitzender vertreten. Als Landherr führte er von 1890 bis 1895 die Verwaltung der bremischen Landgebiete links und rechts der Weser. Auch die Polizeidirektion in Bremen leitete er. 
Als 1903 der Verkehrsverein Bremen aus der Taufe gehoben wurde, gehörte er als Senator zum Gründerkreis um den Kaufmann Franz Schütte und Bürgerschaftspräsident Rudolph Quidde.
Zwischen 1882 und 1918 wurden die Bürgermeister vom Senat aus seiner Mitte für jeweils ein Kalenderjahr gewählt, konnten jedoch mehrmals ihr Amt wahrnehmen. Stadtländer war in den Jahren 1912 und 1914 jeweils für ein Jahr Bremer Bürgermeister und Präsident des Senats. Mit Beginn des Ersten Weltkriegs führte er von 1914 bis 1916 die Kriegsdeputation. Er blieb bis zu seinem Tod Mitglied im Senat.